# Syndicalisme de transformation sociale
Le syndicalisme de transformation sociale est une approche syndicale qui entend ne pas limiter son activité syndicale a la défense des intérêts des travailleurs de son champ professionnel. Elle prend en compte le contexte général de la société et ses conséquences sur les travailleurs. Ce concept est apparu dans les années 80, particulièrement à partir de l'exemple de l'action du Cosatu contre l'apartheid.

## Description
Cette approche syndicale conçoit son action de façon plus transversale et affirme la nécessité de se battre contre l’organisation sociale actuelle du travail considérée comme hiérarchique, parcellaire et aliénante.
Ce syndicalisme se définit comme un syndicalisme d’émancipation des travailleurs et de l’ensemble des exploités.
Cette approche affirme être dans la continuité historique avec :
- La charte d’Amiens de 1906, qui assigne au syndicalisme un double objectif et une exigence : défense des revendications immédiates et quotidiennes, et lutte pour une transformation d’ensemble de la société en toute indépendance des partis politiques et de l'état.
- Le projet de socialisme autogestionnaire porté notamment par la CFDT dans les années 70 (et abandonné depuis), qui place les travailleurs et la nécessité de la démocratie la plus large au cœur de l’objectif de transformation sociale comme de la démarche visant à y parvenir.

Cette approche syndicale s'oppose au syndicalisme corporatiste. Son champ comprend celui du syndicalisme corporatiste mais ne s'y limite pas.